# 아를의 붉은 포도밭
《아를의 붉은 포도밭》(영어: The Red Vineyards near Arles, 프랑스어: La Vigne rouge, 네덜란드어: De rode wijngaard)은 네덜란드 화가 빈센트 반 고흐가 1888년 11월에 그린 유화이다. 이 그림은 포도원의 노동자들을 묘사하고 있으며, 반 고흐가 그의 생애 동안 유일하게 판매한 그림으로 알려져 있다.

## 역사
《아를의 붉은 포도밭》은 1890년 벨기에 브뤼셀에서 열린 레뱅 연례 전시회에서 처음으로 전시되었으며 Les XX의 회원인 벨기에 화가이자 수집가인 안나 보흐에게 400프랑에 판매되었다. 안나는 고흐가 1888년 가을 아를에서 초상화(Le Peintre aux Étoiles)를 그려줬던 반 고흐의 친구이자 인상주의 화가인 외젠 보흐(Eugène Boch)의 누나이다. 판매에 대해 논의한 후 반 고흐는 동생 테오 반 고흐에게 보낸 편지에서 보흐 남매에게 친구 할인가가 적용된 가격으로 팔았어야 했는데 보흐 남매가 이 그림을 정상가를 지불하여 구매했다는 사실을 다소 당황해하며 인정했다.
이 그림은 나중에 1909년 파리 미술관에서 러시아의 사업가이자 수집가인 이반 모로조프에게 판매됐다. 러시아 혁명 이후 이 그림은 볼셰비키에 의해 국유화되었으며 결국 현재의 모스크바 푸시킨 국립 미술관으로 옮겨졌다.